# Jésus de Montréal
Jésus de Montréal (br: Jesus de Montreal) é um filme do diretor canadense Denys Arcand produzido em 1989.

## Trama e alegoria
O filme trata de um grupo de atores de Montreal contratados para encenar a paixão de Cristo, com um ator chamado Daniel no papel de Jesus. Entretanto, a interpretação do grupo sobre a vida de Cristo é pouco convencional e, apesar da produção se tornar a sensação da cidade, a Igreja Católica se opõe firmemente a sua interpretação bíblica e tenta impedir os atores. 
O filme é estruturado de forma que a vida de Daniel corre em paralelo com aquela de Cristo. Na cena de abertura, um ator aponta Daniel e diz que ele é "muito melhor ator", o que ecoa a previsão de João Batista sobre a chegada do messias. A cabeça do primeiro ator é mais tarde usada em uma propaganda, um paralelo com a decapitação de João Batista. Os atores então se reunem para a peça, alguns deles abandonand trabalhos seguros para tal, remetendo a Jesus reunindo seus discípulos. Daniel estraga uma sessão para seleção de elenco de um comercial, assim como Jesus expulsou os agiotas do Templo. Sua prisão e aparição diante da côrte se assemelha a Jesus diante de Pôncio Pilatos. O ambicioso advogado que arranja uma grande carreira comercial para Daniel, olhando de cima de um arranha-céus na cidade, refere-se à tentação de Cristo pelo diabo de cima de um alto cume. Milagres atribuidos a Jesus, assim como a encarnação, fazem um paralelo com Daniel a se tornar doador de órgãos, e a fundação da igreja se torna os planos para uma companhia experimental de teatro.

## Premiações
Jésus de Montreal ganhou o Genie Award por melhor filme canadense de 1989. Esteve duas vezes no segundo lugar na lista TIFF List of Canada's Top Ten Films of All Time, e foi indicado para melhor filme estrangeiro no Academy Award de 1989.

## Elenco
- Lothaire Bluteau — Daniel
- Catherine Wilkening — Mireille
- Johanne-Marie Tremblay — Constance
- Rémy Girard — Martin
- Robert Lepage — René
- Gilles Pelletier — Fr. Leclerc
- Roy Dupuis — Marcel Brochu